# Шильда Новая
Ши́льда Новая — упразднённый в 1971 году посёлок в Адамовском районе Оренбургской области. Находился на территории современного Шильдинского поссовета.

## География
Находится в восточной части региона, в подзоне типчаково-ковыльных степей, на р. Берёзовая.
Климат
Климат характеризуется как резко континентальный с морозной зимой и жарким летом. Среднегодовая температура воздуха составляет 1,5 °C . Абсолютный максимум температуры воздуха составляет 42 °C; абсолютный минимум — −42 °C. Среднегодовое количество атмосферных осадков составляет 280—330 мм. При этом около 75 % осадков выпадает в тёплый период. Снежный покров держится в среднем около 152 дней в году.

## История
Посёлок основан в 1956 году в связи со строительством узкоколейной железнодорожной дороги «Шильда — Озерный». Узкоколейная железная дорога общего пользования стала первой среди своих «собратьев», построенных после 1954 года в рамках программы освоения целины.
Указом Президиума ВС РСФСР в 1971 году населенные пункты Шильда Новая и Шильда Старая Адамовского района объединены в один населенный пункт, который отнесен к категории рабочих посёлков, с присвоением ему наименования рабочий посёлок Шильда.

## Инфраструктура
Действовало путевое хозяйство, депо узкоколейной ветки Южно-Уральской железной дороги, закрытое в 1991 году, в 1995 году демонтированное. Для железнодорожных строителей было возводилось жилье, столовая, магазин, начальная школа, ясли-сад.

## Транспорт
Проходит автодорога 53К-4301000 «Оренбург — Челябинск».